# Fleming (adelsätt)
Fleming, eller Flemming, är en dansk och svensk uradelssläkt, som anses ha en flamländsk härstamning. Släkten omtalas första gången i Danmark 1315 och utgrenades i Sverige med Claus Flemming till Nynäs. Släkten omfattar flera riddare och länsmän, inklusive riksråd i Danmark-Norge samt Sverige och den tillhörde högadeln. En tysk fogde i Pommern förde 1354 ättens vapen, men hans släktskap med de övriga ättemedlemmarna är oklart. Släkten skall inte förväxlas med den tyska ätten Flemming.

## Danska ätten Flemming
Flemming, även Fleming, är känd i Danmark från 1315 och härstammade troligen från flamländare utvandrade från Flandern i nuvarande Belgien. I Danmark har det funnits flera släkter som burit namnet. Den adliga släkten dog ut 1545. 
Vapen
Den danska släktens sköld var delad i fem bjälkar i guld och rött. I vart och ett av de röda fälten fanns tre gyllene bollar, på hjälmen fanns liknande uppdelade fartygshorn, där i de röda bjälkarna fanns åtta gyllene klot, fördelade 3 - 3 - 2. Hjälmprydnad med horn med tre tistelblommor. I äldre beskrivningar förekommer ett rött torn med 11 eller 13 flikar, växelvis röda och gyllene och i tornets port en jungfru med utslaget hår och en spegel i händerna. I Pommern beskrivs vapnet som 3 röda korsbalkar på ett silverfält,
År 1315 nämns en Jakob Flemming, (död efter 1354). Claus Flemming nämnd 1331 och 1343 tillsammans med en Gerhard Flemming i Barth och 1354 var fogde i Barth, var av denna släkt  och möjlig far till herr Peder Flemming , som 1366 bosatte sig på gården Huseby. Peder Flemming var 1406 skriven till Huseby med hans fyra söner, vilka blev riddare. Från en av dessa söner härstammar från Claus Flemming till Nynäs (död 1425) som utgrenades i den svenska frälse ätten Fleming. En annan av sönerna, Herman Flemming, blev den högsta juristen hos kung Erik av Pommern och beseglade 1401 dennes stadfästelse av drottning Margaretas testamente. Han fick tre söner, av vilka två blev riddare. Med Jakob Flemming, till Bavelse dog släkten ut efter 1545 på svärdssidan i Danmark.
Riddarna Herman och Nicholas Jura, som bodde på 1300-talet, förde en liknande vapensköld.

## Ätten Fleming i Sverige
Den äldste med visshet kände medlemmen av släkten i Sverige är Peder Fleming, omtalad 1366–1406 och inkommen till Sverige med Erik av Pommern. Från denne stammar dels en äldre finländsk ättegren, vilken Erik Joakimsson Fleming tillhörde, vilken dog ut med friherre Johan Fleming, som på hertig Karls befallning halshöggs i Åbo 1599, dels en yngre ättegren, huvudsakligen bosatt i Finland.
Den yngre ättegren introducerade på riddarhuset 1625, och en gren upphöjdes 1654 till friherrar av Lais. Den friherrliga ätten utslocknade 1786 och den adliga 1825.
År 1651 erhöll en annan gren friherrlig värdighet under namnet Fleming af Liebelitz, en ätt som ännu fortlever och även introducerades på Finlands Riddarhus år 1818, men där den är utdöd sedan 1880. En gren av denna ätt upphöjdes till grevligt stånd 1687, men utslocknade 1729. Claes Adolf Fleming af Liebelitz upphöjdes även han till greve 1818, men slöt själv sin ätt.

## Medlemmar av släkten Fleming
- Claus Flemming, var 1354 fogde i Barth[4] i nuvarande Mecklenburg-Vorpommern
- Herman Flemming, till Knudstrup[2]

1. Joachim Fleming till Knudstrup, dansk storman, riddare och länsman till Kalundborg och Helsingborg

- Claus Fleming, (omtalad 1366-1425), riddare, svenskt riksråd och lagman i Finland

1. Henrik Clausson Fleming, till Gammelgård på Arvasalo ö (Sundholm), Kaskis i Virmo socken, och genom sitt senare gifte, Viurila i Halikko socken, alla i Åbo län. Väpnare 1430-45. Gift 1) med Valborg Jönsdotter, dotter av Jöns Olofsson Tavast, av finsk uradel, och Märta Klasdotter Djäkn, av finsk uradel. Gift 2) med Elseby Månsdotter, levde ännu 1518, dotter av frälsemannen Måns Johansson till Viurila.
  1. Karin Fleming. Gift med frälsemannen Nils Jönsson Sluk, till Grelsby på Åland, som levde 1505.
  2. Joakim Henriksson Fleming, svensk storman och riksråd

- Joakim Joakimsson Fleming (död omkring 1530), landsfogde 1515, häradshövding i Kumo domsaga 1526 och i Satakunda 1531.
- Erik Joakimsson Fleming (1487–1548) Riddare, riksråd, amiral
- Ivar Joakimsson Fleming (död 1548) Riddare, riksråd, häradshövding
- Lars Ivarsson Fleming (död 1562) Friherre, ståthållare
- Joakim Eriksson Fleming (d. 1563), svensk militär
- Herman Fleming (omkring 1520–1583), riddare, amiral, ståthållare på Narva.
- Clas Eriksson Fleming (omkring 1535–1597) Riksråd, riksmarskalk, riddare, friherre
- Klas Hermansson Fleming (ca 1550–1616), häradshövding, ståthållare och krigsbefäl
- Henrik Klasson Fleming (1584–1650), krigare, diplomat och lantmarskalk
- Clas Larsson Fleming (1592–1644) Amiral, riksråd, överståthållare i Stockholm
- Erik Fleming (1616–1679), riksråd
- Herman Fleming (1619–1673) Amiral, president i kammarkollegiet, Finlands generalguvernör
- Lars Claesson Fleming  (1621–1699) Friherre, hovrättspresident, överkrigskammarpresident
- Barbro Fleming, hovmästarinna
- Göran Fleming (1628–1667) Friherre, riksråd, diplomat
- Jakob Fleming (1640–1689), landshövding
- Claes Fleming (1649–1685), svensk ämbetsman
- Magnus Larsson Fleming (1655–1727), svensk bruksägare och officer
- Johan Casimir Fleming (1660–1714) Friherre, kammarråd
- Magnus Larsson Fleming (död 1718) Svensk militär
- Otto Fleming (1696–1779) Riksråd
- Ottiliana Charlotta Fleming (1743–1811), svensk adelsdam
- Herman Fleming (1763–1808), överste, sårades i slaget vid Pyhäjoki 16 april 1808 och dog den 20 april samma år. Begravd i Brahestad.
- Claes Adolph Fleming (1771–1831), riksmarskalk och akademiledamot
- Gustaf Adolf Fleming (1781–1848), militär
- Herman Fleming (1859–1937), politiker
- Erik Fleming (1894–1954), konstnär
- Lars Fleming (1928–2025), friherre, hovsilversmed